# Yusuf Dikeç
Yusuf Dikeç (Göksun, 1 de janeiro de 1973) é um atirador esportivo turco que compete em provas de pistola. Dikeç conquistou, ao lado da companheira de equipe Şevval İlayda Tarhan, a medalha de prata na prova de equipes mistas de pistola de ar 10 metros nos Jogos Olímpicos de Verão de 2024, em Paris. Ele logo se transformou em um dos rostos mais conhecidos das Olimpíadas de Paris em 2024, ao se tornar uma sensação viral da noite para o dia nas redes sociais por sua presença de espírito serena durante a competição de tiro. Ele é um suboficial aposentado da gendarmaria turca e membro do Jandarma Gücü Sports Club.